# 瓦乌尔
瓦乌尔（法語：Vaour，法語發音：[vauʁ]）是法国奧克西塔尼大區塔恩省的一个市镇，属于阿尔比区。

## 地理
瓦乌尔（44°4'20"N, 1°48'6"E）面积14.12 平方千米，位于法国奧克西塔尼大區塔恩省，该省份为法国南部内陆省份，北起顺时针与阿韦龙省、埃罗省、奥德省、上加龙省和塔恩-加龙省接壤。
与瓦乌尔接壤的市镇（或旧市镇、城区）包括：康帕尼亚克、卡斯泰尔诺-德蒙米拉勒、伊特扎克、佩讷、鲁赛罗勒、圣博济勒、圣米歇尔德瓦、托纳克、圣安托南-诺布勒瓦勒。

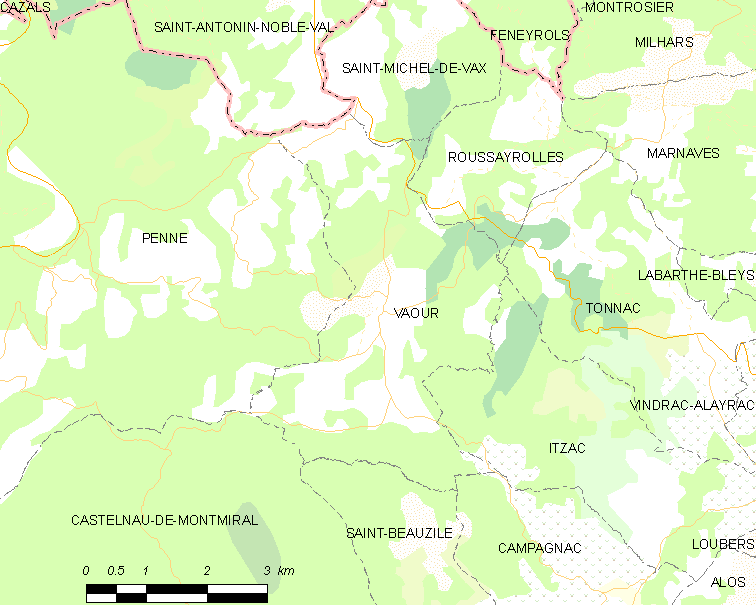
瓦乌尔的OSM定位图

瓦乌尔的时区为UTC+01:00、UTC+02:00（夏令时）。

## 行政
瓦乌尔的邮政编码为81140，INSEE市镇编码为81309。

## 政治
瓦乌尔所属的省级选区为卡尔莫第二县。

## 人口

1962-2008年间瓦乌尔人口变化图示

瓦乌尔于2022年1月1日时的人口数量为361人。